# Atenodor (bisbe de Bizanci)
Atenodor (en grec antic: Αθηνόδωρος) o també en alguns llistats anomenat Atenògenes (en grec antic: Αθηνογένης) va ser bisbe de Bizanci durant quatre anys, del 144 al 148. Va succeir a Policarp II.
En aquells anys governava la ciutat un tirà anomenat Zeuxip, i el nombre de cristians va augmentar considerablement. El bisbe Atenodor (aquest sembla que és el nom correcte, confirmat per l'historiador Nicèfor Cal·list Xantopul) va sortir de Bizanci i va fundar una nova església episcopal a Elea, i possiblement també una casa pel bisbe. Aquest temple va ser enriquit i ampliat magníficament per Constantí el Gran, ja que hi volia ser enterrat. Però una disposició establia que els cossos dels emperadors no podien ser enterrats fora de Bizanci, i aquesta església es va dedicar al màrtir Eleazar i als set germans Macabeus.